# Tour della nazionale maschile di rugby a 15 della Namibia 2010
La nazionale di rugby XV della Namibia, campione d'Africa nel 2010 si è recata in tour per prepararsi alla Coppa del Mondo di rugby 2011. Meta l'Europa ed in particolare, Spagna e Portogallo.

## Programma
| Arbitro: | Greg Garner |

| |            | |
| mete: Bardy, G Uva trasf.: Gardener c.p.: Gardener 4 | Marcatori  | c.p.: Jantjies 4 |
| 15.Pedro Leal 14.Jose Lima, 11.Antonio Aguilar 13.Federico Oliveira, 12.Pedro Silva 10.Joe Gardener, 9.Jose Pinto Neves 8.Tiago Girao, 7.Julien Bardy, 6.Vasco Uva 5.Juan Severino Somoza, 4.Goncalo Uva 3.Anthony Alves, 2.Joao Correia (c), 1.Francisco Fernandes sostituti: 18.Rui d'Orey,19.Laurent Balangue 21.Francisco Mira,22.Goncalo Foro Non entrati : 16.Bernardo Duarte,17.Joao Junior 20.Pedro Cabral | Formazioni | 15.Chrysander Botha 14.McGrath van Wyk, 11.Conrad Marais 13.Piet van Zyl, 12.Darryl de la Harpe 10.Jacky Bock, 9.Eugene Jantjies 8.PJ van Lill, 7.Jacques Burger (c), 6.Tinus du Plessis 5.Nico Esterhuize, 4.Heinz Koll 3.Marius Visser, 2.Shaun Esterhuizen, 1.Johnny Redelinghuys sostituti: 16.Bertus O'Callaghan,19.Rohan Kitshoff 21.Godwin Walters,22.Attie du Plessis Non entrati : 17.Casper Viviers,18.Morne Blom 20.Colin de Koe |

Ultimo match del tour è con la Spagna, che a Palma di Maiorca surclassa i Namibiani grazie alla precisione del piede del "francese" Mathieu Peluchon.
| Arbitro: | Joao Mourinha |

| |            | |
| mete: Gibouin Fontana Heredia, Peluchon trasf.: Peluchon 3 c.p.: Peluchon 4 | Marcatori  | mete: Botha Kitshoff, Marais trasf.: Botha c.p.: S de la Harpe |
| 15.Mathieu Peluchon 14.Diego Alvarez Gorosito, 11.Sergi Aubanell 13.Javier Canosa Schack, 12.Bruno Angulo 10.Martin Heredia, 9.Sebastien Rouet Piffard 8.M. Cook, 7.M. Acena Colaneri, 6.G. Gibouin Fontana 5.F. N. Kovacevich, 4.Jesus Recuerda Nunez 3.J.M.Rodriguez, 2.B, Auzqui, 1.I. Insausti Jimenez sostituti: 16.Rodrigo Martinez Sanchez,17.Stephan Vitalla 18.Victor Gomez,19.Alejandro Ortega 20.Hernan Quirelli,21.Andoni Jorajuria 22.Remi Delgado | Formazioni | 15.Chrysander Botha 14.Sergio de la Harpe, 11.Conrad Marais 13.Piet van Zyl, 12.Darryl de la Harpe 10.Godwin Walters, 9.Eugene Jantjies 8.PJ van Lill, 7.T. du Plessis, 6.J. Nieuwenhuis 5.Nico Esterhuize, 4.Heinz Koll 3.M. Visser, 2.B. O'Callaghan, 1.J. Redelinghuys sostituti: 16.Shaun Esterhuizen,17.Jane du Toit 18.Casper Viviers,19.Morne Blom 20.Rohan Kitshoff,21.Colin de Koe 22.Attie du Plessis |